# San Polo d’Enza
San Polo d’Enza (emilián nyelven Sân Pôl) település Olaszországban, Emilia-Romagna régióban, Reggio Emilia megyében. Lakosainak száma 6138 fő (2023. január 1.). San Polo d’Enza Montecchio Emilia, Montechiarugolo, Traversetolo, Vezzano sul Crostolo, Bibbiano, Canossa és Quattro Castella községekkel határos.

## Népesség
A település lakossága az elmúlt években az alábbi módon változott:
| Lakosok száma | 6106 | 6156 | 6138 |
|               | 2017 | 2018 | 2023 |